# Peter Burguburu

Dr. Peter Burguburu

Peter Burguburu (auch: Henri Joseph Pierre Burguburu) (* 4. Juli 1869 in Wissembourg; † 8. Juni 1933 in Straßburg) war ein deutsch-französischer Arzt, Politiker und Sozialfunktionär sowie der erste Vorsitzende der Elsass-Lothringischen Zentrumspartei.
Burguburu studierte Medizin in Straßburg und Würzburg. Von 1897 bis 1933 war er Vizepräsident der Caritas, von 1901 bis 1913 saß er im Straßburger Stadtrat. 1905 hatte er den Vorsitz des örtlichen Organisationskomitees des Katholikentags in Straßburg inne; 1907 rückte er in die Vorstandsebene des Katholikentags auf. Von 1913 bis zu seinem Rücktritt am 19. November 1918 war Burguburu Geschäftsführer des Verbandes der katholischen Studentenvereine Deutschlands.